# Diesel Washington
Diesel Washington (Brooklyn, 11 aprile 1976) è un attore pornografico statunitense, che lavora nel campo della pornografia gay.

## Biografia
Nativo di Brooklyn, all'età di cinque anni si trasferisce assieme alla madre a Staten Island. Cresciuto con la sola figura materna, ha vissuto nella povertà e nella solitudine, anche a causa dei turni lavorativi della madre che lo costringevano a passare molto tempo da solo, con l'unica compagnia dei fumetti, una sua grande passione. Già all'età di dodici anni inizia a lavorare per mantenersi, successivamente viene notato da un allenatore di basket, che gli insegna il gioco, e grazie alla sua altezza in breve tempo si distingue nella squadra della scuola. Invece di andare al college, con borsa di studio, decide di arruolarsi nell'esercito, rimanendovi per tre anni; in seguito, è tornato a studiare, conseguendo il diploma, e comincia a lavorare come tecnico informatico. Dopo aver intrapreso diversi lavori, tra cui guardia di sicurezza e commerciante di pelle, decide di cambiare totalmente vita e nel 2006 debutta come attore pornografico.
Inizia a lavorare nell'industria pornografica come modello esclusivo per Titan Media. Debutta nel film Hitch e successivamente partecipa a numerosi titoli, imponendosi come un attivo dominante e diventando in breve tempo uno dei principali performer di colore dell'industria porno gay.
Nel 2009 vince un Grabby Awards come performer dell'anno e come autore del blog dieselwashingtonxxx.com, in cui combina notizie del settore con foto e riflessioni personali. Nel maggio 2010, assieme a Roman Heart e Jeremy Bilding, conduce l'annuale edizione dei Grabby Awards, e ottiene cinque candidature al premio, tra cui performer dell'anno e miglior attore non protagonista.

## Premi
- Grabby Awards 2008 - Hottest Cock
- Grabby Awards 2009 - Performer of the Year
- Grabby Awards 2009 - Best Porn Star Blog
- International Escort Awards 2008 - Best Fetish[4]
- International Escort Awards 2009 - Best Escort's Website[5]
- International Escort Awards 2010 - Best Blogger / Writer[6]
- Grabby Awards 2010 - Best Supporting Actor[7]

## Videografia parziale
- Michael Lucas' Auditions, vol. 14 (2006) (Lucas Entertainment)
- Hitch (2006) (Titan Media)
- Folsom Filth (2006) (Titan Media)
- Breakers (2007) (Titan Media)
- Fear (2007) (Titan Media)
- Boiler (2007) (Titan Media)
- Crossing the Line: Cop Shack 2 (2007) (Titan Media)
- Double Standard (2008) (Titan Media)
- Folsom Prison (2008) (Titan Media)
- Telescope (2008) (Titan Media)
- Playbook (2009) (Titan Media)
- Rear Deliveries (2009) (Raging Stallion Studios)
- Asylum (2009) (Falcon Entertainment)
- Red Light (2009) (Falcon Entertainment)
- Taken: To The Lowest Level (2009) (Channel 1 Releasing)